# 桑托托梅德尔普埃尔托
桑托托梅德尔普埃尔托，是西班牙卡斯蒂利亚-莱昂塞戈维亚省的一个市镇。 总面积57平方公里，总人口321人（2001年），人口密度6人/平方公里。